# Coptops illicitus auguralis
Coptops illicitus auguralis es una subespecie de escarabajo longicornio del género Coptops, tribu Mesosini, subfamilia Lamiinae. Fue descrita científicamente por Pascoe en 1865.

## Descripción
Mide 13,5-18 milímetros de longitud.

## Distribución
Se distribuye por Indonesia.